# 1607 en science
| Années de la science : 1604 - 1605 - 1606 - 1607 - 1608 - 1609 - 1610    |
| Décennies de la science : 1570 - 1580 - 1590 - 1600 - 1610 - 1620 - 1630 |

Cet article présente les faits marquants de l'année 1607 en science.

## Événements
- 30 janvier : le canal de Bristol est ravagé, peut-être par un tsunami[1].
- 1er mai - 15 septembre : première expédition d'Henry Hudson à la recherche du passage du Nord-Ouest ; elle atteint le Svalbard le 17 juillet[2].
- 22 mai : Luis Vaez de Torres arrive à Manille ; on perd sa trace par la suite[3].

- 27 octobre : périhélie de la comète de Halley[4],[5]. Kepler la mentionne dans De Cometis (1619)[6]. Observation en Chine[7].
- Novembre- mai 1608 :  Galilée travaille sur les armatures de l'aimant[8].

- William Harvey devient fellow du Collège royal de médecine[9].
- Construction, à l'embouchure de la rivière Kennebec, du premier navire océanique entièrement construit sur le territoire des futurs États-Unis, la pinasse Virginia of Sagadahoc. La colonie tournant à l'échec, il sert à en rapatrier les membres l'année suivante[10].

## Publications
- Joseph du Chesne : Pharmacopea dogmaticorum.
- Christophe Clavius : In sphaeram Ioannis de Sacro Bosco commentarius.
- Galilée : Difesa di Galileo Galilei : Lettore delle matematiche nello studio di Padoua contro alle calunnie e imposture di Baldessar Capra (it) Milanese.
- Marin Ghetaldi :
  - (la) Variorum problematum collectio, apud Vincentium Fionnam, 1607, Venise[11] — Pamphlet contenant 42 problèmes mathématiques et dédicacé à Marino Gozzi ;
  - (la) Apollonius redivivus seu restituta Apollonii Pergaei inclinationum geometria, 1607 — Reconstitution des Inclinations d’Apollonios de Perga.
- Johan Van Heurne : De gravissimus morbus mulierum liber : de humana felicitate liber, et de morbis novis et mirandis epistola.
- Matteo Ricci (利玛窦) et Hsü Kuang-Chhi (徐光启, Xu Guangqi) terminent leur traduction chinoise des six premiers livres d'Euclide[12].
- Jacopo Zabarella : De rebus naturalibus.
- Leonhard Zubler : traduction latine de Novum instrumentum geometricum, Bâle[13].

## Naissances
- 15 avril : Honoré Fabri (mort en 1688), mathématicien, théologien jésuite, physicien et polémiste français.
- 26 novembre : John Harvard (mort en 1638), fondateur d'une université.

- Francisco Ruiz Lozano (en), militaire, astronome et mathématicien péruvien.

## Décès

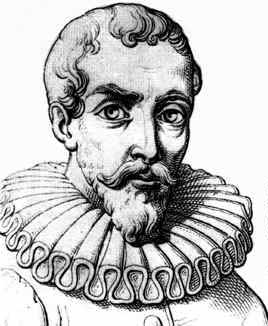
Guidobaldo del Monte.

- 6 janvier : Guidobaldo del Monte (né en 1541), mathématicien, physicien, astronome et philosophe italien. Ses travaux de statique annonçaient la notion de travail mécanique. Il avait développé de nouvelles méthodes de calcul du centre de gravité pour des surfaces et des volumes variés.
- 22 août : Bartholomew Gosnold (né en 1572), explorateur et corsaire anglais.